# Синчата
Синчата — опустевшая деревня в Котельничском районе Кировской области в составе Спасского сельского поселения.

## География
Располагается на расстоянии менее 4 км на юг от центра поселения села Спасское.

## История
Была известна с 1719 года как деревня Синцовская, в 1764 году учтено 143 жителя. В 1873 году здесь (Синцовская 1-я) было отмечено дворов 10 и жителей 88, в 1905 17 и 136, в 1926 26 и 139, в 1950 21 и 74, в 1989 оставалось 3 человека. Нынешнее название утвердилось с 1939 года.

## Население
Постоянное население  составляло 1 человек (русские 100%) в 2002 году, 0 в 2010.